# Content and Language Integrated Learning
Content and Language Integrated Learning (CLIL) is een vorm van meertalige instructie, waarin een niet-taalvak in een andere taal onderwezen wordt dan de moedertaal van de leerling. Een voorbeeld is een Nederlandstalige leerkracht geschiedenis die zijn vak in het Frans geeft.

## Omschrijving
CLIL is een didactische aanpak waarbij leerkrachten een niet-taalvak, zoals biologie of esthetica, onderwijzen aan de leerlingen via een taal, die niet de dominante instructietaal is in het onderwijssysteem. Het gebruik van een andere taal, meestal Engels (of Frans in Vlaanderen) voor het onderwijzen van bepaalde vakinhouden heeft als doel het bevorderen van zowel inhoudelijke kennis als taalkennis. Door bijvoorbeeld aardrijkskunde in het Engels te volgen, verwerven leerlingen zowel kennis in aardrijkskunde als in het Engels.
CLIL kan zowel onderwezen worden door taalleerkrachten als niet-taalleerkrachten, maar uit onderzoek blijkt dat het meestal niet-taalleerkrachten zijn die hun vak onderwijzen in een andere taal. De CLIL-lessen worden vaak ingepland als niet-taalvakken, naast de reguliere lessen Frans, Duits of Engels. Leerlingen, die geschiedenis in het Frans volgen, krijgen bijvoorbeeld daarnaast ook nog een apart vak Frans. Uit internationaal onderzoek blijkt dat CLIL vaker voorkomt op het niveau van het secundair onderwijs.

### In Vlaanderen
CLIL is in het Vlaamse onderwijs enkel mogelijk als er aan volgende voorwaarden voldaan is.
- CLIL kan plaatsvinden in het voltijds gewoon secundair onderwijs, het deeltijds beroepssecundair onderwijs, opleidingsvorm 4 in het buitengewoon secundair onderwijs en een duale leertijdopleiding.
- Enkel het Frans, Engels of Duits komen in het Vlaamse onderwijs in aanmerking voor CLIL. Het is wettelijk gezien niet mogelijk om CLIL-lessen aan te bieden in een andere taal.
- CLIL neemt maximaal 20% van de onderwijstijd in. Hiertoe behoren niet de algemene taalvakken, maar enkel de niet-taalvakken die als CLIL onderwezen worden.
- Er moet een parallel traject zijn in het Nederlands.

### Internationaal
De verschillende CLIL-programma’s verschillen sterk van land tot land wat betreft de inhoud, organisatie, intensiteit en keuze van talen. Binnen Europa wordt het leren van andere Europese talen, onder andere via CLIL, gestimuleerd door de Europese Commissie en de Raad van Europa.

## Voordelen
- CLIL-leerlingen scoren significant beter op het schrijven en spreken van de taal waarin het CLIL-traject wordt onderwezen dan leerlingen die het Nederlandstalige lessenpakket volgen.[6] Dit geldt ook voor andere instructietalen in andere onderwijssystemen en landen.[3][7]
- Leerlingen, die kwalitatief hoogstaand CLIL-onderwijs volgen, verwerven de vakinhoud even goed als niet-CLIL-leerlingen. Er is sprake van kwalitatief CLIL-onderwijs wanneer de leerkracht beschikt over een uitgebreide vakkennis, goede taalvaardigheden, een kwalitatieve CLIL-didactiek toepast, ondersteuning aanbiedt en actieve participatie van leerlingen in zowel het spreken als het schrijven stimuleert.[3][6]
- Alle leerlingen hebben baat bij een CLIL-traject. Er bestaan succesvolle CLIL-programma’s voor zowel sterkere als zwakkere leerlingen. Ook de zwakkere leerlingen presteren goed in een CLIL-traject. Wanneer leerlingen zelf kunnen kiezen tussen een CLIL-traject en een niet-CLIL-traject, kiezen zowel sterkere als zwakkere leerlingen voor CLIL.[6]
- Door vakinhouden te leren in een andere taal wordt het leren van die taal interessanter en uitdagender. Het onderwijzen van vakinhouden via een andere taal biedt mogelijkheden voor bevorderen van cognitieve ontwikkeling.[5]
- Het gevolgd hebben van een vorm van meertalig onderwijs wordt gezien als een voordeel op de arbeidsmarkt en bij de toegang tot hoger onderwijs.[5]

## Uitdagingen
Ten eerste vormt de integratie van twee vakken, een taalvak en een niet-taalvak, een uitdaging voor vele leerkrachten. De meeste leerkrachten zijn opgeleid om ofwel een taal ofwel een niet-taalvak te onderwijzen. Er was echter in 2020 nog een tekort aan leerkrachten die opgeleid zijn om beide vakken te integreren.
Een tweede uitdaging gaat over hoe het leren van de vakinhoud en de taal kan worden geoptimaliseerd. Een goede balans vinden tussen een focus op de inhoud enerzijds, en de taal anderzijds, wordt als een belangrijke uitdaging in elke CLIL-klaspraktijk gezien.
Ten derde, er is weinig tot geen didactisch materiaal voorhanden voor CLIL-onderwijs in Vlaanderen. Vele CLIL-leerkrachten moeten daardoor zelf het lesmateriaal ontwikkelen.